# San Vito al Tagliamento
San Vito al Tagliamento (San Vît dal Tilimènt en frioulan) est une commune d'environ 17 000 habitants de la province de Pordenone, dans la région autonome Frioul-Vénétie Julienne, en Italie. Elle est jumelée à Budapest et à la ville de Rixheim.

## Histoire de l'art
Giovanni Martini achève en 1515 l'autel en bois de l'église de Santa Maria de Merci, dans le quartier de Prodolone. Le rythme de la composition des statues de cet ensemble témoigne d'un lien encore fort avec la tradition de l'école de Tolmezzo au Quattrocento.

## Administration
| Période                                  | Période  | Identité      | Étiquette       | Qualité |
| ---------------------------------------- | -------- | ------------- | --------------- | ------- |
| 11 avril 2006                            | En cours | Gino Gregoris | Centro-Sinistra |         |
| Les données manquantes sont à compléter. |          |               |                 |         |

### Hameaux
Ligugnana, Prodolone, Savorgnano, Braida, Gleris, Rosa, Carbona.

### Communes limitrophes
Camino al Tagliamento, Casarsa della Delizia, Chions, Codroipo, Fiume Veneto, Morsano al Tagliamento, Sesto al Reghena, Valvasone.